# Nigramma dorsalis
Nigramma dorsalis är en fjärilsart som beskrevs av Walker 1863. Nigramma dorsalis ingår i släktet Nigramma och familjen nattflyn. Inga underarter finns listade i Catalogue of Life.